# Николај Кибалчич
Николај Кибалчич (рус. Николай Иванович Кибальчич, укр. Микола Іванович Кибальчич; Короп, 19. октобар 1853 — Санкт Петербург, 3. април 1881) био је руски револуционар и проналазач српско-украјинског порекла. Сматра се пиониром ракетне технологије, и истраживања свемира. Остао је упамћен и као један од главних учесника атентата на руског цара Александра II Романова. Даљи је рођак Виктора Сержа.

## Биографија

### Рани живот
Николај Кибалчич је рођен 1853. у селу Короп, у Черниговској губернији (данашња Черниговска област), у породици православних свештеника. Његова породица потиче од православног свештеника Григорија, који се у Русију преселио након Велике сеобе Срба, и наредних пет генерација његових потомака су били свештеници. Део породице Кибалчич одлази у Србију да се бори у Српско-турским ратовима, укључујући и његовог брата Степана.
Уписује Новгородско-северску гимназију, међутим убрзо се на инсистирање оца пребацује у богословску школу након које уписује Черниговску богословију. Од 1871. студира на Петербуршком институту железничких инжењера, а од 1873. на Медицинско-хируршкој академији.

### Народна воља
Први пут бива ухапшен 1875. под оптужбом за ширење револуционарне пропаганде, и у затвору остаје све до 1878. Николај се по изласка из затвора налазио под полицијским надзором, и било му је забрањено да заврши школовање.
Након изласка на слободу ступа у револуционарну организацију Земља и слобода, која се касније поделила на две организације, а Кибалчич се приклања струји Народна воља (рус. Наро́дная во́ля). У организацији постаје задужен за израду експлозивних направа, а у чланку "Политичка револуција и економско питање", Кибалчич формулише програмска начела своје организације.
Као члан Народне воље израђује експлозивну направу коју су њени чланови користили приликом атентата на цара Александра II Романова. Самом атентату је претходила израда више иновативних експлозивних направа, од којих су неке коришћене приликом ранијих покушаја атентата.

### Атентат на Романова
Народна воља је 13. марта 1881. (јулијански календар) извршила бомбашки напад у коме је страдао руски цар Александар II Романов. Након антентата Народна воља издаје саопштење у коме преузима одговорност за атентат, и излаже своје политичке захтеве. Након објаве саопштења, члановима Народне воље стижу писма подршке од стране радикалних левичара, међу којима је био најпознатији Карл Маркс.
Николај Кибалчич бива ухапшен 17 дана након атентата, заједно са осталим организаторима атентата, и осуђен је на смрт вешањем. Приликом погубљења, одбио је да прими причест од свештеника, и изразио је своје атеистичке ставове. У тренутку смрти имао је 27. година. Након његовог погубљења, долази до прогона породице Кибалчич од стране руских власти, тако да део Кибалчича емигрира у Србију и Бугарску.

### Нацрти ракетне летелице
Неколико дана пре погубљења, Николај Кибалчич израђује нацрте ракетне летелице са људском посадом, која би према његовим предвиђањима могла да понесе људску посаду. Нацрти нису у потпуности завршени, а сам Кибалчич је послао молбу у којој је тражио да његово погубљење буде одложено до завршетка пројекта, међутим молба је одбијена, а нацрти су након његове смрти били запечаћени. Нацрти су први пут објављени тек 1918. године, након Октобарске револуције.

## Наслеђе
У Русији и бившим земљама Совјетског Савеза, више улица и образовних установа ниси назив по Николају Кибалчичу, а његова родна кућа у Коропу је претворена у спомен-музеј. У совјетској литератури, Николај Кибалич је приказиван као "научник-револуционар", и помињан је у говорима Никите Хрушчова током свемирске трке између САД и СССР-а.
Међународна астрономска унија је Месечев кратер Кибалчич 1966.  назвала у част Николаја Кибалчича.
Радови Николаја Кибалчича оставили су велики утицај на совјетску научнофантастичну књижевност. По Кибалчичу је такође створен лик дечака-јунака, који је у Совјетском Савезу био предмет дечијих романа, цртаних и играних филмова.
Српска телевизијска серија Мала историја Србије, посвећује једну од својих епизода Николају Кибалчичу.